# William H. Rehnquist
William Hubbs Rehnquist (ur. 1 października 1924 w Milwaukee, Wisconsin, zm. 3 września 2005 w Arlington, Wirginia) – amerykański prawnik, wieloletni prezes Sądu Najwyższego USA (Chief Justice).
Jego przodkowie pochodzili ze Szwecji. Rehnquist służył w wojsku w czasie II wojny światowej; studiował prawo na Stanford University i na Uniwersytecie Harvarda. W latach 1951–1952 odbywał praktykę przy Sądzie Najwyższym, następnie prowadził własną kancelarię w Phoenix (Arizona). Zaangażował się w działalność Partii Republikańskiej, był doradcą prawnym kandydata na prezydenta w 1964, konserwatysty Barry’ego Goldwatera. W 1969, po wyborze na prezydenta Nixona, przeniósł się do Waszyngtonu, gdzie został zastępcą prokuratora generalnego.
W grudniu 1971 Nixon powołał go na sędziego Sądu Najwyższego (associate justice) w miejsce przechodzącego na emeryturę Johna Marshalla Harlana II; po uzyskaniu zatwierdzenia senackiego Rehnquist objął funkcję 7 stycznia 1972. Zyskał sobie opinię najbardziej konserwatywnego członka Sądu Najwyższego. W 1986 z funkcji prezesa Sądu Najwyższego zrezygnował Warren Earl Burger (ze względu na podeszły wiek) i prezydent Ronald Reagan powołał w jego miejsce Rehnquista; został on zaprzysiężony 26 września 1986.
W 1999 Rehnquist był drugim w historii prezesem Sądu Najwyższego USA, przewodzącym procedurze impeachmentu wobec prezydenta (Billa Clintona).
Z tytułu pełnienia funkcji prezesa Sądu Najwyższego dokonywał zaprzysiężenia Prezydentów USA: George’a H.W. Busha (1989), Billa Clintona (1993 i 1997) oraz George’a W. Busha (2001 i 2005).
W październiku 2004 Rehnquist ukończył 80 lat; w ostatnich latach ciężko chorował (zdiagnozowano chorobę nowotworową), ale zajmował jedno z najbardziej wpływowych stanowisk w USA do końca życia. Był wymieniany jako jedna z osób, mogących być informatorem w aferze Watergate (Głębokie Gardło), ale w maju 2005 ujawniono, że informatorem tym był Mark Felt.
Z małżeństwa z Natalie Cornell (od 1953, zm. 17 października 1991) miał troje dzieci, syna Jamesa i córki Nancy i Janet.

## Ciekawostka
W czasie studiów prawniczych był osobiście związany z uczelnianą koleżanką Sandrą Day O’Connor, z którą potem zasiadał też w Sądzie Najwyższym.